# Neuropsychologia

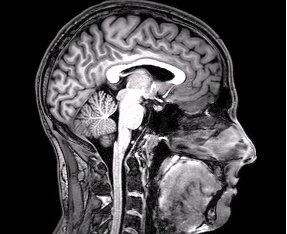
Skan mózgu metodą MRI

Neuropsychologia – dziedzina psychologiczna zajmująca się badaniem i opisywaniem związków zachodzących między układem nerwowym a procesami poznawczymi, głównie z perspektywy klinicznej, analizując konsekwencje uszkodzenia mózgu człowieka.
Jest to nauka z pogranicza medycyny i psychologii. W zakresie związków z naukami medycznymi jest bliska neurologii, psychiatrii oraz wyodrębniającej się od niedawna neuropsychiatrii. Ze strony nauk psychologicznych jest bliska psychometrii, psychologii klinicznej oraz biopsychologii (psychofizjologii, neurobiologii poznawczej, nazywanej też neuronauką poznawczą). Neuropsycholodzy pracują na uczelniach i w instytutach badawczych, zajmując się badaniami nad relacją między mózgiem a umysłem, jak i w ochronie zdrowia, zajmując się diagnostyką i rehabilitacją procesów poznawczych.

## Początki neuropsychologii

### Wczesne obserwacje i poglądy
Początki wiedzy neuropsychologicznej – często opisywane też jako początki neuropsychologii w ogóle – można znaleźć w XIX wieku, kiedy to wraz z rozwojem neurologii zaczęły pojawiać się opisy różnych przypadków klinicznych, w jakich uszkodzenie mózgu prowadziło do zmian w zachowaniu (zob. hasła Paul Broca, Carl Wernicke oraz afazja). Najprościej jest powiedzieć, że poszukiwano miejsc w mózgu związanych z danymi funkcjami umysłowymi. Pośród ówczesnych poglądów na temat związku mózg-zachowanie ścierały się dwie przeciwstawne propozycje:
- mózg posiada wyspecjalizowane ośrodki zawiadujące poszczególnymi funkcjami (stanowisko wąskolokalizacyjne),
- mózg nie posiada żadnych ośrodków, każda funkcja umysłowa jest realizowana przez cały mózg (stanowisko holistyczne).

Należy tu zaznaczyć, że stanowisko wąskolokalizacyjne było historycznie pierwsze i można je uznać, za wiodące – zostało przyjęte przez większość społeczności nauk medycznych zarówno w teorii, jak i na gruncie klinicznym. Tak też jest po dziś dzień, czego dowodem mogą być liczne podręczniki medycyny. Drugie podejście, holistyczne, rozwinęło się natomiast jako opozycja i stąd też innym jego określeniem jest „stanowisko antylokalizacyjne”. Nie jest to podejście spójne, obejmuje zarówno konstruktywną krytykę podejścia wąskolokalizacyjnego, jak i poglądy wręcz fanatyczne, wygłaszane przez uczonych, jacy nie byli w stanie zaakceptować tego, że nauka może zajmować się problematyką „duszy”, wyjaśniając zjawiska umysłowe zjawiskami fizykalnymi.

#### Stanowisko wąskolokalizacyjne
Stanowisko wąskolokalizacyjne wynikało z dość teoretycznych koncepcji Franza Galla, współtwórcy frenologii. To właśnie ten anatom i teoretyk sformułował pogląd, że funkcje umysłowe mogą być związane z konkretnymi strukturami mózgu, a dokładniej, z różnymi obszarami powierzchni kory mózgu. Naukowe argumenty na poparcie podejścia lokalizacyjnego dostarczały głównie pośmiertne badania mózgów osób, które cierpiały z powodu zaburzeń funkcji poznawczych (wówczas jeszcze nie używano określenia „funkcje poznawcze”): afazji – zaburzeń mowy, aleksji – zaburzeń czytania, agrafii – zaburzeń pisania, agnozji – zaburzeń spostrzegania, apraksji – zaburzeń ruchów celowych. Korelując miejsce uszkodzenia mózgu, stwierdzane w badaniu autopsyjnym, z objawami, jakie zmarły przejawiał za życia, opisano odrębne „ośrodki” poszczególnych funkcji poznawczych, lokujące się w różnych miejscach na powierzchni kory półkul mózgu. Ośrodki te nosiły nazwę od funkcji, jaka miała być przez nie reprezentowana, jak również od nazwisk swoich „odkrywców” (np. ośrodki mowy były nazywane ośrodkiem Broca – związany z generowaniem mowy i Wernickego – związany z rozumieniem mowy; ośrodek pisania był nazywany też ośrodkiem Exnera itp.). Zakładano, że lokalizacja tych ośrodków jest ścisła i w każdym mózgu taka sama. Inaczej mówiąc, zakładano, że uszkodzenie danego miejsca kory mózgu zawsze powinno prowadzić do wystąpienia objawów wynikających z uszkodzenia danego ośrodka, jak też odwrotnie – badając pacjenta z określonymi objawami zakładano, że w jego mózgu ma miejsce uszkodzenie o ściśle określonej lokalizacji. Konsekwencją takiego myślenia był dość naiwny pogląd na prostotę tak złożonych funkcji i ich substrat neuroanatomiczny. Warto przy tej okazji również odnotować, że te wczesne obserwacje doprowadziły do utworzenia pewnego rodzaju naukowej klasyfikacji zjawisk umysłowych, czy też psychicznych (mówienie, rozumienie mowy, czytanie, pisanie, widzenie, manipulowanie itd.), które do tej pory były traktowane rozmaicie i rozumiane dość swobodnie (np. frenologia jako równorzędne funkcje psychiczne traktowała zarówno proste procesy poznawcze, jak i cechy charakteru, zdolności muzyczne, przymioty intelektualne itp.).

#### Stanowisko holistyczne
W przypadku poglądów holistycznych (antylokalizacyjnych) wiodącą rolę pełniły badania Marie J.P. Flourensa, który prowadził prace eksperymentalne polegające na uszkadzaniu mózgu zwierzęcia i obserwacji jego dalszego zachowania, starając się określić skutki zniszczenia danej struktury mózgu. Badacz ten prowadził badania na ptakach i doszedł do wniosku, że bez względu na to, jaką część mózgu usunie, ptaki zazwyczaj wracają po jakimś czasie do stanu wyjściowego. Natomiast John H. Jackson zwrócił uwagę na to, że uszkodzenia jakiegoś ośrodka funkcjonalnego zazwyczaj nie wywołują całkowitego zniesienia odpowiedniej funkcji umysłowej, pacjenci z zaburzeniami mowy, którzy na polecenie nie są w stanie wypowiedzieć ani powtórzyć jakiś słów, słowa te potrafią wypowiadać w momencie znacznego obciążenia emocjonalnego, jak również, w wielu przypadkach po okresie zachorowania następuje mniejsza lub większa poprawa, tak więc objawy uszkodzenia ośrodka funkcjonalnego mają charakter bardziej dynamiczny, niż wynikałoby to z koncepcji wąskolokalizacyjnej. Zdaniem Jacksona, zaburzenia funkcji umysłowych miałyby stanowić raczej degradację jakiejś ogólnej zdolności, a nie efekt dysfunkcji poszczególnych procesów poznawczych. Wśród zwolenników koncepcji holistycznej niektórzy – np. Henry Head czy Kurt Goldstein, wypowiadali się, że podstawowe funkcje, takie jak wzrok, słuch, czucie i ruch są w sposób określony zlokalizowane w korze mózgu, lecz złożone zjawiska psychiczne nie mają takiej lokalizacji. Goldstein dodatkowo proponował teorię, która rozwijała myśl Jacksona i miała wyjaśniać zdecydowaną większość bardziej złożonych zaburzeń wynikających z uszkodzenia mózgu jednym czynnikiem: degradacją postawy abstrakcyjnej. Zdolność ta miała być zależna od stopnia masy mózgu, a nie udziału różnych struktur.
W późniejszym okresie kluczowym argumentem zwolenników podejścia holistycznego były eksperymenty Karla Lashleya, w jakich uszkadzał on korę mózgową szczurów na przeróżne sposoby i obserwował, jak te zabiegi wpływają na pamięć – szczur wędrował po labiryncie, z jakim uprzednio miał okazję się dobrze zapoznać. Lashley doszedł do wniosku, że nie ma żadnego określonego miejsca w mózgu, które wybiórczo uszkadzałoby pamięć, a co więcej, że to nie lokalizacja uszkodzenia, lecz jego rozmiar miały wpływ na zaburzenia przejawiane przez zwierzęta. Im rozleglejsze uszkodzenie, tym zachowanie szczura stawało się bardziej zaburzone. Lashley wprowadził nawet pojęcie „efektu masy” dla wyrażenia zjawiska, że na behawioralne (i nie tylko) skutki uszkodzenia mózgu wpływa rozległość obszaru uszkodzenia, a nie lokalizacja, oraz „prawo ekwipotencjalności”, które stwierdzało, że różne struktury i rejony mózgu są sobie funkcjonalnie równe i każda część kory mózgu może zastąpić inną. Tymczasem warto zauważyć, że szczury badane przez Lashleya, aby wykonać zadanie w labiryncie, musiały posiadać dobrą koordynację wszystkich funkcji, zarówno motorycznych, percepcyjnych, jak i pamięci. W przypadku uszkodzenia okolic motorycznych i percepcyjnych mózgu, zwierzęta te z oczywistych powodów przejawiały zaburzenia w poruszaniu się, zaś im rozleglejsze było uszkodzenie, tym więcej przejawiały zaburzeń różnej natury (jak i nasilenie tych zaburzeń było większe). Na tej podstawie trudno jest jednak dowodzić, że różne okolice mózgu nie posiadają różnej specjalizacji funkcjonalnej. Lashley w swych badaniach opierał się na błędnych założeniach z powodu których nie mógł następnie właściwie zinterpretować uzyskanych wyników. Obecnie nauka już wykazała, że istnieje określone miejsce w mózgu szczura (i nie tylko), którego wybiórcze uszkodzenie wywołuje zaburzenia pamięci bez zaburzeń innych funkcji (tym miejscem jest hipokamp oraz znajdująca się w jego najbliższym sąsiedztwie kora mózgowa). Jednak wnioski, jakie Lashley wysunął na podstawie swoich badań wykraczały daleko poza zagadnienia pamięci. Warto zauważyć, że stan ówczesnej wiedzy w zakresie relacji mózg-zachowanie był dość ubogi, jednak nawet taka argumentacja nie tłumaczy, dlaczego wnioski wysunięte przez Lashleya były tak daleko radykalne. Współcześni Lashleya poddali jego koncepcję surowej krytyce, przytaczając szereg danych eksperymentalnych, jakie jego wniosków nie potwierdzały. Sam Lashley w kilka lat po opublikowaniu swej koncepcji próbował się z niej delikatnie wycofać, zawierając w publikacjach sformułowania, że jednak jakiś stopień specjalizacji różnych rejonów mózgu istnieje.

#### Diagnostyka „organiczności”
W praktyce klinicznej stanowisko holistyczne sprowadzało się do poglądu o braku sensu i celu różnicowania objawów uszkodzenia mózgu, ponieważ mózg funkcjonuje jako całość i jakkolwiek nie byłby uszkodzony, zaburzeniu ulega jakiś jeden ogólny czynnik, co nazywano ateoretycznie „organicznością” (ang. organicity). Na tej podstawie sądzono, że wystarczy opracować i zastosować jakiś pojedynczy „test”, aby stwierdzić, czy badana osoba jest czy nie jest „organiczna”. Podstawowe zastosowanie procedura taka znajdowała w psychiatrycznej służbie zdrowia, gdzie w ten sposób usiłowano odpowiedzieć na pytanie, czy problemy badanego pacjenta są natury psychiatrycznej, czy neurologicznej. Podejście takie było powszechne na arenie międzynarodowej w okresie między latami 30. a 50. XX wieku, zaś w Polsce zostało upowszechnione w latach 60. przez Zenomenę Płóżek w dość specyficznej postaci (tj. zalecano stosować pewne trzy „testy organiczności” jako tzw. „triadę organiczną”). Podejście takie jest obecnie uznawane za merytorycznie niewłaściwe. Nie wiadomo, co zadecydowało, że akurat takie, a nie inne testy, spośród ogromnej liczby możliwych, zostały wskazane jako „triada organiczna”. Mimo wielu starań nigdy nie opisano żadnego zjawiska behawioralnego wspólnego wszelkim postaciom uszkodzenia mózgu. Co więcej, w literaturze przedmiotu opisano przypadki, w jakich „test organiczności” nie wykazał żadnej „organiczności”, mimo że badana osoba miała operacyjnie usuniętą półkulę mózgu. Znane też są przypadki odwrotne, kiedy to „badanie organiczności” stawiało rozpoznanie „organiczności” przy braku uszkodzenia mózgu – wiele zaburzeń natury psychiatrycznej przypomina zaburzenia neurologiczne. Nawet rozważając potrzebę ewentualnej diagnozy różnicowej między neurologiczną a psychiatryczną etiologią zaburzeń, podejście takie uznawane jest za zbyt prymitywne i niewystarczające. Mimo to wciąż jest to podejście popularne wśród części psychologów, a nawet przeniknęło do podręczników medycyny.

### Koncepcja Aleksandra Łurii
Wraz z upływem czasu okazało się, że zarówno stanowisko wąskolokalizacyjne, jak i holistyczne są niemożliwe do utrzymania. Rację posiadali zarówno jedni, jak i drudzy. Nagromadzono znaczną liczbę danych stwierdzających, że w wyniku uszkodzenia pewnych obszarów mózgu występują określone objawy, jednak lokalizacja tych obszarów pozostawiała wiele do życzenia, była jedynie przybliżona. Zaczęto wysuwać propozycje kompromisowe, które mogłyby pogodzić ze sobą różne argumenty obu stron. Najbardziej trafną okazała się jednak propozycja wysunięta przez Aleksandra R. Łurię. Najistotniejsze prace poglądowe tego uczonego zostały opublikowane na początku drugiej połowy XX wieku, zarówno w języku rosyjskim, polskim, jak i angielskim.
Zdaniem Łurii, stanowisko wąskolokalizacyjne przyjmuje bardzo naiwny obraz funkcji umysłowych. Zjawiska, które określamy mianem mówienia, rozumienia mowy, pisania, czytania, czy widzenia, nie są procesami prostymi, elementarnymi. Przeciwnie – to złożone czynności, na które składa się cały kompleks pomniejszych zjawisk. Podobnie jak oddychanie (które można nazwać „funkcją oddychania”) jest w istocie systemem funkcjonalnym utworzonym przez szereg pomniejszych funkcji elementarnych (oddychanie wymaga chociażby aktywności różnych grup mięśni zwiększających i zmniejszających objętość klatki piersiowej, zaś proces utlenowania krwi jest tylko jednym z procesów składowych), tak i „funkcje umysłowe” należy traktować podobnie. Proces mówienia np. wymaga m.in. precyzyjnej i skoordynowanej czynności różnych mięśni krtani, języka, warg. Łuria wyraził przekonanie, że można wyróżnić ośrodki mózgowe realizujące poszczególne funkcje elementarne i tylko takie. Tym samym przypisywanie danej funkcji umysłowej – będącej układem funkcjonalnym złożonym z funkcji elementarnych – jakiegoś jednego miejsca w mózgu, jest całkowicie pozbawione sensu. Dana funkcja umysłowa, będąc układem funkcjonalnym, składa się z funkcji elementarnych, a więc jej substrat anatomiczny stanowi cały system wzajemnie połączonych różnych okolic mózgu. Łuria integrował argumenty stanowiska holistycznego, powołując się na prace innych psychologów rosyjskich, głównie Lwa S. Wygotskiego, akcentujących reorganizowanie się funkcji umysłowych w trakcie rozwoju osobniczego. Dzięki temu Łuria mógł swobodnie pisać, że „lokalizacja procesów psychicznych (...) w korze mózgu nie jest ostateczna, trwała. Zmienia się zarówno w procesie rozwoju dziecka, jak i na kolejnych etapach ćwiczenia”. Warto podkreślić, że taki pogląd nie wynikał z danych neurobiologicznych, lecz z interpretacji poglądów Wygotskiego.
Mnogość różnych obserwacji klinicznych i niejasność w ich interpretacji względem stanowiska wąskolokalizacyjnego i holistycznego Łuria tłumaczył w następujący sposób: zaburzenie danej funkcji umysłowej, a więc zaburzenie danego układu funkcjonalnego, może być spowodowane deficytem dowolnego procesu składowego, jaki może być ulokowany w różnych okolicach mózgu. Łuria argumentował, podobnie jak zwolennicy podejścia holistycznego, że zaburzenia danego aspektu funkcjonowania umysłowego mogą wystąpić na skutek uszkodzenia różnych miejsc mózgu. Pisał, przykładowo, że „pół wieku temu zaburzenia w procesie pisania rozpatrywano jeszcze jako objaw lokalny”, związany z uszkodzeniem ściśle zlokalizowanego w jednym miejscu ośrodka korowego (tzw. ośrodek Exnera). Tymczasem okazało się, że zaburzenia pisania mogą występować po uszkodzeniu „wielu okolic lewej półkuli”, które to okolice następnie Łuria wymienił. Przeciwnie jednak do zwolenników podejścia holistycznego, Łuria nie wnioskował na tej podstawie braku funkcjonalnej specjalizacji różnych okolic mózgu, ani nie postulował obecności jakiegoś ogólnego czynnika, którego degradacja wywoływałaby każdy objaw. Stwierdził natomiast, że każda z wymienionych przez niego okolic mózgu (której uszkodzenie prowadzi do objawów zaburzeń pisania) pełni odmienną rolę w układzie funkcjonalnym czynności pisania, zaś „zaburzenia (...) pisania, powstające w przypadkach ognisk różnie umiejscowionych, mają odmienny charakter”. Tym samym zaproponował, że skrupulatna i bardzo dokładna analiza jakościowa zaburzeń przejawianych przez pacjenta – w tym przypadku zaburzeń pisania – jest w stanie zasugerować, który element układu funkcjonalnego badanej funkcji umysłowej uległ zaburzeniu i co się z tym wiąże, jaka jest lokalizacja uszkodzenia mózgu. Tym samym, każda ogólna funkcja umysłowa, dotychczas rozumiana jednolicie, składała się z szeregu mniejszych elementów, które posiadały określoną lokalizację, zaś badając osobę cierpiącą z powodu uszkodzenia mózgu należałoby dążyć do wyodrębnienia tego elementarnego deficytu, za sprawą którego obraz ogólnej aktywności umysłowej w zakresie danej funkcji, czy nawet kilku funkcji umysłowych, jest zaburzony.
Koncepcja Łurii miała charakter kompleksowy, to znaczy skupiała w sobie zarówno klasyfikację zaburzeń poznawczych, metody badania takich zaburzeń (określane ogólnie mianem metod eksperymentu psychologicznego), sposoby rehabilitacji osób chorych, jak i teorię wyjaśniającą funkcjonalną organizację mózgu i to w sposób znacznie bardziej złożony, niż czyniła to większość dotychczasowych koncepcji. Łuria w swych pracach opisał ogromną liczbę objawów ujawnianych przez chorych w różnych metodach eksperymentu klinicznego, jak też powiązał te objawy zarówno z określoną lokalizacją uszkodzenia mózgu, jak i koncepcją wyjaśniającą organizację procesów poznawczych na poziomie psychologicznym. Ponadto koncepcja ta operuje dość hermetycznym językiem i nazewnictwem.

### Diagnostyka lokalizacyjna
Gary Groth-Marnat stwierdza wprost, że diagnostyka neuropsychologiczna rozpoczyna swoją historię właściwie od lat 50. XX wieku, głównie za sprawą działalności Warda Halsteada, Ralpha M. Reitana i Kurta Goldsteina w USA, André Reya we Francji, oraz wspomnianego już wcześniej Aleksandra Łurii w ZSRR. Uczeni ci dążyli do opracowania narzędzi i procedur diagnostycznych, jakich mogliby używać psychologowie-praktycy w codziennej pracy z pacjentami chorującymi z powodu zaburzeń neurologicznych. Oczywiście psychologowie już wcześniej pracowali z takimi pacjentami, istniało też wiele narzędzi i procedur stosowanych w tej domenie, jednak właśnie w tym okresie diagnostyka neuropsychologiczna została wyodrębniona jako odrębna, specyficzna i jasno określona dziedzina aktywności psychologów. Halstead i Reitan, podobnie też Rey i jego współpracownicy, dążyli do opracowania psychometrycznych – zestandaryzowanych i znormalizowanych – narzędzi testowych. Goldstein i Łuria natomiast upowszechniali metody eksperymentu klinicznego, w jakich diagnoza stawiana była nie na podstawie zestawu norm, lecz dzięki jakościowej ocenie wykonania zadań testowych. Metody eksperymentu klinicznego charakteryzowały się koniecznością dokładnej znajomości teorii związanej z ich użyciem (np. teorii Łurii) oraz tym, że były indywidualnie dobierane dla potrzeb diagnozy i w zależności od zaburzeń badanej osoby w trakcie samego badania. Metody psychometryczne charakteryzowały się natomiast brakiem zależności od konkretnej teorii, przejrzystą strukturą i jasnymi, jednoznacznymi zasadami oceny. Miały być też – zdaniem Groth-Marnat – łatwiejsze do przyswojenia przez studentów. Oba te podejścia miały swoje wady i zalety, dzięki czemu obecnie występuje tendencja do integrowania i łączenia obu tych sposobów uprawiania diagnostyki. z wyjątkiem Goldsteina, który wyrażał poglądy holistyczne, zdecydowana większość neuropsychologów wypracowywała koncepcje i metody diagnostyczne zmierzając głównie w stronę ustalenia domniemanej lokalizacji ewentualnego uszkodzenia mózgu u diagnozowanej osoby. Diagnostyka lokalizacyjna sprowadzała się generalnie do dość ogólnego wnioskowania, czy podejrzewane uszkodzenie znajduje się w prawej/lewej półkuli i czy w części przedniej/tylnej, niemniej jednak okazała się być przydatna zarówno dla neurologów, jak i dla neurochirurgów planujących wykonanie zabiegu operacyjnego. Sam Łuria pisał jeszcze, że „kwalifikacja zaburzeń wyższych czynności nerwowych, umożliwiająca ocenę wartości lokalizacyjnej objawu, jest właśnie jednym z podstawowych zadań nowej dziedziny – neuropsychologii”. Kiedy jednak w latach 70. XX w. wprowadzono tomografy komputerowe, wyparły one neuropsychologów w opiniowaniu o miejscu uszkodzenia.

### Neuropsychologia jako nauka podstawowa

#### Wprowadzenie; zasada podwójnej dysocjacji
Przez długi czas analizowanie konsekwencji uszkodzenia mózgu człowieka stanowiło podstawowe źródło danych we wnioskowaniu na temat relacji mózg-zachowanie. Tym samym neuropsychologia stanowiła też, obok zastosowań praktycznych, dziedzinę podstawową dla psychologii. Głównym sposobem poznania naukowego stało się studium przypadku. Wraz z upływem czasu stosowano także coraz więcej badań grupowych. Wnioskowanie w takich badaniach oparto na rozwiązywaniu zadań, podobnie jak w przypadku badania diagnostycznego, stosowanego przez psychologów-praktyków. Jednakże obok „testów” psychometrycznych, jakie również używano w diagnostyce, w badaniach eksperymentalnych stosowano również zadania eksperymentalne, niekiedy opracowane wyłącznie na potrzeby danej pracy badawczej. Wypracowano również tzw. zasadę podwójnej dysocjacji. Dotyczy ona wymagań, jakie stawiano badaczowi, który chciał opublikować argumenty przemawiające za związkiem między określonym miejscem mózgu a określonym zjawiskiem umysłowym. Zasada ta sugeruje, że najlepiej byłoby to uczynić poprzez wykazanie, że uszkodzenie pewnego miejsca mózgu zaburza daną funkcję, ale inną pozostawia w stanie prawidłowym, a zarazem, inne konkretne uszkodzenie mózgu zaburza tę inną funkcję poznawczą, zaś tę pierwszą pozostawia w stanie prawidłowym.

#### Pacjent H.M.
Do ważniejszych dokonań rozwijającej się neuropsychologii można zaliczyć ustalenie związku między strukturami przyśrodkowego płata skroniowego a pamięcią, co miało miejsce w latach 50. XX wieku. Uściślając, stwierdzono, że obustronne usunięcie przyśrodkowych struktur płata skroniowego u człowieka wywołuje utratę zdolności do zapamiętywania nowych informacji. Tak operowani pacjenci nie rozpoznawali osób, które mieli okazję poznać po operacji, nie pamiętali żadnych wydarzeń, jakie miały miejsce po zabiegu, potrafili z zainteresowaniem czytać wciąż tę samą gazetę itd. Operacje takie wykonywał William Beecher Scoville, jako eksperymentalną metodę leczenia psychoz, zaś w jednym przypadku – pacjenta H.M. – z powodu niezwykle ciężkiej postaci epilepsji. Jest to o tyle istotne, że wcześniej pamięć była jednym z nielicznych ważniejszych procesów poznawczych, która nie posiadała żadnej określonej lokalizacji w mózgu (jak opisywano powyżej, zaburzenia mowy, czytania, widzenia zostały „zlokalizowane” dość wcześnie w historii rozwoju wiedzy neuropsychologicznej). Na podstawie dalszych badań ustalono, że to hipokamp, część przyśrodkowego płata skroniowego, jest jedną z kluczowych struktur dla procesów zapamiętywania nowych informacji. Przykład ten jest istotny również i z tego powodu, że pokazuje, jak cenne może być badanie neuropsychologiczne. Ponieważ badanie takie nie należało wówczas do standardów opieki medycznej, wykonywano je rzadko i Scoville nie angażował podczas swych eksperymentów żadnego neuropsychologa. Nie od razu więc zauważono, że operowani przez Scovillego pacjenci utracili zdolność uczenia się nowych informacji. Bez oceny neuropsychologicznej pewne kluczowe informacje na temat stanu zdrowia pacjenta mogą po prostu nie być dostępne lekarzowi, przez co zarówno diagnostyka, jak i postępowanie terapeutyczne może być mniej skuteczne (lub nawet w ogóle niewłaściwe, jak w tym przypadku).

#### Badania nad rozszczepionym mózgiem
Innym przykładem mogą być badania nad asymetrią mózgu prowadzone z udziałem pacjentów, u których chirurgicznie przecięto największe włókna nerwowe łączące prawą i lewą półkulę mózgu. Zabieg taki wykonywano u pacjentów cierpiących z powodu epilepsji – w ten sposób napad epileptyczny powstający w obrębie jednej półkuli nie był przenoszony na drugą półkulę. Badania neuropsychologiczne zainicjował zespół Rogera Sperry’ego na początku lat 60. XX wieku. Sperry uprzednio prowadził badania eksperymentalne na kotach i żabach, zaś w 1981 roku otrzymał, za swój dorobek w zakresie badania asymetrii funkcjonalnej mózgu, Nagrodę Nobla (warto w tym miejscu zauważyć, że trzonem zespołu neuropsychologicznego był Michael S. Gazzaniga, wówczas doktorant Sperry’ego). Badając po raz pierwszy operowanego w ten sposób pacjenta – przypadek W.J. – stwierdzono, że chociaż przed zabiegiem pacjent, będąc osobą praworęczną, mógł coś napisać ręką lewą, po zabiegu ręką lewą nie mógł już napisać niczego. Co więcej, kiedy manipulował lewą ręką dowolnymi przedmiotami – ale bez kontroli wzroku – czynił to całkowicie prawidłowo, chociaż nie był w stanie ani nazwać trzymanego w tej ręce przedmiotu, ani w żaden sposób go opisać. Tymczasem badany w zakresie ręki prawej, nie wykazywał żadnych nieprawidłowości. Również kiedy mógł spojrzeć na to, co trzymał w lewej ręce, nie miał problemów z nazywaniem, czy opisywaniem. Badacze, kierując się dotychczas znanymi zasadami neurologii, interpretowali te objawy w terminach agnozji, anomii i apraksji. W rzeczywistości taka interpretacja jest tylko częściowo słuszna. Zazwyczaj lewa półkula mózgu kontroluje funkcje językowe i generowanie mowy, i tak też miało miejsce w tym przypadku. Aby badany pacjent mógł coś powiedzieć, czy napisać, musiało to być związane z odpowiednią aktywnością lewej półkuli mózgu. Tymczasem pisanie za pomocą lewej ręki, jak też trzymanie i dotykanie jakiś przedmiotów tą ręką, wiąże się z odpowiednią aktywnością prawej półkuli. Lewa ręka jest bowiem kontrolowana przez prawą półkulę, natomiast prawa ręka – przez lewą. W wyniku chirurgicznej separacji półkul mózgu, lewa półkula nie mogła „dowiedzieć się”, co trzyma lewa ręka, jak również nie mogła „przekazać” prawej półkuli to, co lewa ręka miałaby napisać. Badacze, opisując ten przypadek, użyli też sformułowania odnoszącego się do odrębnej świadomości obu półkul: „rozdzielone półkule były nieświadome aktywności, jaka miała miejsce w drugiej, w zakresie funkcji będących silnie zlateralizowanymi”. Intrygujące obserwacje poczyniono także badając w późniejszym czasie przypadek osoby z obustronną reprezentacją funkcji językowych (przypadek Paula S., młodego chłopca). Kiedy zadano pytanie prawej półkuli (tj. zaprezentowano pytanie wizualnie wyłącznie do lewego pola widzenia badanego chłopca) o to, kim chciałby zostać, Paul napisał lewą ręką, że chciałby zostać kierowcą rajdowym. Kiedy jednak to samo pytanie skierowano do lewej półkuli, Paul napisał prawą ręką, że chciałby być rysownikiem (ang. draftsman).

#### Procedura obuusznego słuchania
Niezależnie od zespołu Sperry’ego, w latach 60. XX wieku badania nad asymetrią funkcjonalną półkul mózgu prowadziła też w Kanadzie Doreen Kimura. W tym celu używała procedury „słuchania obuusznego” (ang. dichotic listening), polegającej na równoczesnej stymulacji obu uszu materiałem dźwiękowym – w takich warunkach informacja z ucha prawego dociera do lewej półkuli, zaś informacja z ucha lewego – do prawej. Kimura stosowała tę metodę w taki sposób, że osobie badanej prezentowano materiał werbalny w postaci cyfr, jakie następnie trzeba było powtórzyć. Okazało się, że osoby badane najdokładniej powtarzały ten materiał, kiedy był on kierowany do ucha prawego, a więc do lewej półkuli. Początkowo Kimura prowadziła badania z uczestnictwem osób chorych, z uszkodzeniem mózgu, później zaś prowadziła badania także z uczestnictwem osób zdrowych. Badając dzieci od 5 roku życia wykazała, że zarówno chłopcy, jak i dziewczynki przynajmniej od tego wieku wykazują przewagę ucha prawego w tym zadaniu. Mogłoby to świadczyć o obecności wyraźnej asymetrii funkcjonalnej dla funkcji językowych dość wcześnie w rozwoju. Innym razem badaniu poddano 4-latki, jednak okazało się, że niektórzy chłopcy wykazywali przewagę ucha lewego, zaś jeden – żadnego. W tym czasie było to trudne do interpretacji z powodu braku replikacji badań w tej grupie wiekowej. Kimura prowadziła też swoje badania z wykorzystaniem melodii jako materiału testowego (zadanie polegało na identyfikacji i rozpoznawaniu melodii), uzyskując w takich sytuacjach przewagę ucha lewego, a więc prawej półkuli mózgu. Przykład ten jest warty uwagi tym większej, że demonstruje pomysłowość badaczy w próbach dociekania relacji mózg-zachowanie, kiedy to nie istniały żadne bardziej bezpośrednie metody badania mózgu, jakie można by zastosować powszechnie, także i w badaniach osób zdrowych.

#### Neuropsychologia poznawcza
Rozwój badań naukowych nastawionych w mniejszym stopniu na zagadnienia praktyczne, a w większym stopniu na problematykę relacji mózg-zachowanie, pojawienie się w psychologii teorii przetwarzania informacji i wyodrębnienie się psychologii poznawczej, doprowadziło do postulowania pewnego „nowego” sposobu myślenia o neuropsychologii jako nauce podstawowej. Analizowanie skutków uszkodzenia mózgu stało się – w tym podejściu – sposobem do lepszego rozumienia funkcjonowania umysłu, sposobem poznawania przebiegu normalnych procesów poznawczych. Szczególną uwagę zwrócono na studium przypadku, a właściwie na „pojedyncze, niepowtarzalne przypadki” dokumentujące bardzo wybiórcze deficyty w zakresie elementarnych procesów poznawczych. W tym celu położono szczególny nacisk na przestrzeganie zasady podwójnej dysocjacji. Zwolennicy tego podejścia doszli do wniosku, że analizowanie uszkodzenia mózgu, jakie spowodowało „wypadnięcie” określonej funkcji poznawczej pozwala na obserwację tego, „co i jak jest przetwarzane” w umyśle, zaś samo uszkodzenie mózgu jest zjawiskiem przypadkowym, pozbawionymi związku z naturalnymi „perspektywami epistemologicznymi” i pozwala zwrócić uwagę na zagadnienia, jakie w badaniu osób zdrowych są nieobserwowalne i które można by było przeoczyć. Niektórzy neuropsychologowie poznawczy, wyjaśniając istotę tego podejścia, stawiali się w pewnej opozycji do klasycznej neuropsychologii: objaśniając przypadek anomii (zaburzenia mowy polegającego na trudnościach z nazywaniem i znajdywaniem słów), neuropsycholog kliniczny miałby powiedzieć, że pacjent cierpi na anomię z powodu uszkodzenia lewej półkuli mózgu, tymczasem neuropsycholog poznawczy miałby powiedzieć, że z powodu uszkodzenia procesów pośredniczących w znajdowaniu słów. Ale neuropsychologia poznawcza to nie tylko postulat prowadzenia badań nad lepszym rozumieniem relacji mózg-umysł w terminach psychologii poznawczej, lecz również pewne stanowisko teoretyczne dotyczące funkcjonowania mózgu, opierające się na licznych założeniach, wywodzących się bezpośrednio z czysto teoretycznych (tzn. nie dających się bezpośrednio zweryfikować) rozważań Davida Marra o modularnej budowie mózgu i jego obliczeniowego modelu układu wzrokowego. Marr stwierdził, że jeżeli proces skomplikowanego obliczenia nie jest dzielony na mniejsze i niezależne części, to niewielka pomyłka w jakimkolwiek miejscu spowoduje znaczne konsekwencje w wielu innych miejscach i dla tego poprawianie błędów byłoby niezwykle trudne. Stąd też nie wyobraża sobie, aby ewolucja czy „ludzki konstruktor” mogły w inny sposób zaprojektować mózg. Założenia te można spróbować przedstawić następująco:
- Mózg funkcjonuje jako zbiór odrębnych modułów neuronalnych, z których każdy działa względnie niezależnie od pozostałych.
- W mózgu osoby dorosłej nie powstają nowe moduły.
- Istnieje zależność między organizacją umysłu a organizacją mózgu.
- Badanie zaburzonego zachowania wynikającego z uszkodzenia mózgu pozwala na określenie modułu, którego funkcjonowanie uległo zaburzeniu.
- Zachowanie po uszkodzeniu mózgu obrazuje funkcjonowanie umysłu pomniejszone o uszkodzony moduł.

Twierdzenia i prace Marra, choć niewątpliwie inspirujące, z merytorycznego punktu widzenia – przynajmniej w zakresie systemu wzrokowego – są obecnie traktowane jako historyczne.

## Neuropsychologia obecnie

### Neuropsychologia jako gałąź neuroscience
Współcześnie analizowanie skutków uszkodzenia mózgu człowieka nie jest jedynym sposobem badania relacji mózg-zachowanie. Neurobiologia wypracowała wiele znaczących metod i procedur badawczych, które stosuje się w badaniu mózgów zwierząt. Zwierzęta, nawet szympansy, zarówno w budowie mózgu i w zachowaniu różnią się od ludzi, ale istnieją też pewne wspólne charakterystyki. Badania neurobiologiczne dostarczają nie tylko suchych faktów o budowie i funkcjonowaniu komórek nerwowych na ogólnym, neurofizjologicznym poziomie. Rozwój tej dziedziny wiedzy umożliwił poznawanie bardzo szczegółowych faktów dotyczących działania mózgu w trakcie obserwowania przez zwierzę bodźców wzrokowych, w trakcie słuchania bodźców słuchowych, w trakcie poruszania się – znajdowania poszukiwanego obiektu, czy miejsca, sięgania po dany obiekt, a nawet podczas podejmowania prostych decyzji. Na początku drugiej połowy XX wieku, David H. Hubel i Torsten Wiesel przeprowadzili szereg eksperymentów dotyczących organizacji kory wzrokowej kota. Badanie dotyczyło pierwszorzędowej kory wzrokowej (nazywanej krótko V1), stanowiącej tę część kory mózgu, która jako pierwsza zajmuje się przetwarzaniem informacji wzrokowych. Uczeni korelowali aktywność pojedynczych komórek nerwowych z tym, co kot widzi. Okazało się, że właściwie to, co kot widział, było w korze V1 dekodowane na mniejsze elementy, każda komórka nerwowa w V1 (a właściwie grupa komórek nerwowych) miała przyporządkowaną określoną część pola widzenia; jak gdyby „patrzyła” na maleńki fragment z całej przestrzeni pola widzenia. Co więcej, komórki te dokodowały całość widzianego obrazu nie tylko na mniejsze elementy przestrzenne, ale i na mniejsze bodźce. Poszczególne komórki nerwowe były bowiem aktywowane przez linie o określonej orientacji przestrzennej. Linie o różnym kącie nachylenia posiadały swoje komórki – innych nie aktywowały. Badania tych uczonych pokazały również, że kora V1 zbudowana jest co najmniej z dwóch grup komórek. Jedne, nazwane komórkami prostymi, wykazywały wzorzec pobudzenia taki, jak to właśnie opisano. Inna grupa komórek, nazwana komórkami złożonymi, charakteryzowała się bardziej złożonym wzorcem reagowania, jak gdyby integrując aktywność kilku lub kilkudziesięciu komórek prostych, aczkolwiek relacje między komórkami prostymi a złożonymi nie zostały wówczas dobrze poznane. Dzięki takim badaniom znacznie lepiej zaczęto rozumieć zjawisko, kiedy uszkodzenie kory V1 mózgu człowieka, np. spowodowane udarem mózgu, uniemożliwia widzenie fragmentu pola widzenia. Hubel i Wiesel za swoje badania otrzymali Nagrodę Nobla w 1981 roku (wspólnie z R. Sperrym, o którym wspomniano wcześniej).
Od tego czasu liczba badań neurobiologicznych nad układem wzrokowym znacznie wzrosła. Uczeni już dawno wykroczyli poza korę V1 i wykazali istnienie kolejnych okolic wzrokowych, które otrzymywały informacje z okolicy pierwszorzędowej. Część z tych dalszych okolic nazywano V2, V3, V4, V5, wprowadzano także nazwy anatomiczne, jak np. „okolica środkowa skroniowa” (ang. middle temporal, w skrócie MT, jest to synonim V5). Okazało się, że kolejne okolice wzrokowe przetwarzają informacje wzrokowe w sposób coraz bardziej wyspecjalizowany. Odrębne okolice zajmują się przetwarzaniem kształtu, ruchu, czy koloru. Opisano również i jeszcze bardziej złożone obszary korowe (w obrębie dolnej części płata skroniowego w mózgu małpy), w jakich konkretne neurony reagują na konkretne kształty, takie jak ręka, sześcian, kot, czy jabłko. Okazało się, że w rzeczywistości komórki te nie reagują wybiórczo na rzeczywiste obiekty, takie jak jabłko, ale na pewną konfigurację elementarnych kształtów. Badacze szybko opisali takie wyjściowe, elementarne konfiguracje, na jakie składają się okręgi wypełnione całkowicie, częściowo, kształty przypominające gwiazdę, czy bardziej abstrakcyjne, złożone z linii o różnych nachyleniach. Opisano nawet obszary mózgu aktywowane wybiórczo przez twarze (u małp chodzi o pyski małp). Różne neurony w tym przypadku reagują w zależności od tego, czy bodźcem jest twarz widziana od przodu, z boku, z tyłu itd. Ostatecznie zespół kierowany przez Davida Van Essena na początku lat 90. XX wieku opublikował niezwykle skomplikowaną mapę 32 okolic wzrokowych i diagram ich 305 wzajemnych połączeń, tworzących wiele strumieni przetwarzania informacji, rozpoczynających się pierwotnie w pierwszorzędowej korze wzrokowej w płacie potylicznym a kończąc w płatach ciemieniowym i skroniowym.
W badaniach neuropsychologicznych, kiedy analizuje się skutki uszkodzenia mózgu człowieka, nie można uzyskać takiej precyzji, dokładności i szczegółów, jakie dostępne są w badaniach neurobiologicznych. Uszkodzenie mózgu człowieka, spowodowane chorobą neurodegeneracyjną, urazem, czy udarem mózgu, jest zupełnie przypadkowe, u każdego człowieka ma postać odmienną i zajmuje znacznie większy obszar, niż jedna, czy nawet kilka okolic funkcjonalnych wyróżnionych w badaniach neurobiologicznych. Wnioskowanie na temat skutków zniszczenia takiego to a takiego fragmentu tkanki nerwowej w badaniach neuropsychologicznych jest więc bardzo nieprecyzyjne i mocno ograniczone. Ograniczenia tej metody pokazują właśnie współczesne badania neurobiologiczne. Powyżej podano przykład badań nad układem wzrokowym. Jest to obecnie najlepiej poznany system przetwarzania informacji percepcyjnych w mózgu. Van Essen, w jednym ze swych artykułów, rozważa możliwość poszerzenia wiedzy o tak potężnej dokładności również w zakresie innych systemów – ruchowego, czuciowego, słuchowego itd., oraz o inne obszary kory mózgu, jakie nie zostały ujęte w opracowaniu dotyczącym układu wzrokowego. W ten sposób została wysunięta propozycja alternatywnego sposobu rozumienia organizacji funkcji mózgu – alternatywnego dla koncepcji A. Łurii, czy nawet, w nieco mniejszym zakresie, dla modularnego ujęcia neuropsychologii poznawczej. Wnioski wysunięte z badań neurobiologicznych pokazują, że pewne intuicje Łurii, czy teoretyków neuropsychologii poznawczej były dobre, ale inne nietrafione. Przede wszystkim zaś, intuicje te były po prostu zbyt proste. Jednakże badania neurobiologiczne nie są w stanie opisać i wyjaśnić ogromnej ilości faktów dotyczących relacji mózg-umysł. Po prostu pewne zjawiska nie są dostępne zwierzętom, nawet takim, jak szympansy. Przykładowo, tylko człowiek posiada zdolność posługiwania się językiem naturalnym. Dlatego też badania neuropsychologiczne, chociaż nie stanowią już wiodącej linii w dociekaniu relacji mózg-umysł, wciąż są potrzebne i niezastąpione, przynajmniej w zakresie niektórych zagadnień – właśnie tych najciekawszych, bowiem najbardziej „ludzkich”.
Pod koniec XX wieku w znaczący sposób rozwinięto też nieinwazyjne metody badań obrazowych mózgu. Dzięki technikom takim, jak pozytonowa emisyjna tomografia komputerowa (PET), a zwłaszcza funkcjonalny rezonans magnetyczny (fMRI), istnieje możliwość powiązania lokalnych zmian w przepływie krwi w naczyniach mózgowych w trakcie aktywności poznawczej, a poprzez to można pośrednio wnioskować o lokalizacji badanej aktywności w mózgu. Dzięki zastosowaniu przezczaszkowej stymulacji magnetycznej (TMS) mózgu istnieje z kolei możliwość bezpiecznego i chwilowego zakłócania przebiegu aktywności neuronalnej w wybranym miejscu kory mózgowej. Współcześnie też bardzo intensywnie wykorzystuje się tradycyjne metody elektroefalograficzne, szczególnie potencjały wywołane, stosowane powszechnie w badaniach psychofizjologicznych, jak też podobną, lecz bardziej skomplikowaną technikę – magnetoencefalografię (MEG). Wszystkie te metody obrazowania mogą być z powodzeniem użyte w badaniach zarówno osób chorych, jak i zdrowych. W badaniach neuroobrazowych potwierdzono dotychczasowe wnioski neuropsychologiczne dotyczące relacji różnych „ośrodków” korowych z konkretnymi funkcjami umysłowymi. Ale wykazano, że relacje mózg-umysł są znacznie bardziej złożone, niż to początkowo zakładano. W wielu przypadkach konkretna aktywność umysłowa angażuje nie tylko dany „ośrodek” korowy, ale i inne struktury. Przykładowo, w badaniach neuropsychologicznych ustalono związek hipokampa (znajdującego się w przyśrodkowej części płata skroniowego) z procesami pamięci, a głównie z zapamiętywaniem. Badania obrazowe z kolei wykazały, że nie tylko sam hipokamp i płat skroniowy, ale i kora przedczołowa jest silnie związana z procesami zapamiętywania i przypominania. Badania neuroobrazowe oferują zarazem nowe perspektywy, niedostępne wcześniej. Przykładowo, istnieje dzięki nim możliwość zbadania, czym różni się wzorzec aktywności mózgu, związany z danymi funkcjami poznawczymi, u osób o odmiennych cechach osobowości, czy temperamentu. A nawet jeszcze prościej – u osób w różnym wieku!
Współcześnie mówimy raczej o zbiorze nauk zajmujących się badaniem układu nerwowego (ang. neurosciences) lub o neuronauce (ang. neuroscience; chociaż termin ten w języku polskim nie brzmi naturalnie), gdzie dane uzyskane odmiennymi technikami badawczymi wzajemnie się uzupełniają.

### Neuropsychologia kliniczna
Obecnie neuropsychologia jest w wielu krajach, w tym również i w Polsce, formalnie traktowana jako specjalizacja w obrębie psychologii klinicznej. Stanowi dziedzinę aktywności zawodowej psychologów-praktyków. Jednak takie stwierdzenie, bez komentarza, może przyczynić się do ewentualnych nieporozumień. Inne specjalizacje w obrębie psychologii klinicznej bowiem w mniejszym, czy większym stopniu wydają się być szczególnym przypadkiem psychologii klinicznej jako dziedziny teoretycznej i praktycznej, a psychologowie pragnący pracować jako klinicyści w psychiatrycznej bądź somatycznej ochronie zdrowia, czy to osób dorosłych, czy dzieci i młodzieży, teoretycznie mogą szkolić się w podobny sposób i w zakresie podobnej wiedzy. Tymczasem neuropsychologia stanowi raczej odrębną dyscyplinę, w jakiej psycholog pragnący wykonywać ten zawód winien uczyć się neuropsychologii, zaś dodatkowo psychologii klinicznej. Z tego powodu ta dziedzina uchodzi wśród klinicystów za trudniejszą i nie cieszy się tak dużym zainteresowaniem, jak inne specjalizacje psychologii klinicznej.
Opisując neuropsychologię, jako praktyczną dziedzinę aktywności zawodowej psychologów, można napisać, że znajduje ona zastosowanie w dwóch podstawowych obszarach:
- diagnostyka neuropsychologiczna
- rehabilitacja neuropsychologiczna

Poza wskazanymi obszarami neuropsychologowie wykonują również inne zadania, jakie stawia się psychologom klinicznym. W tym zakresie mogą prowadzić interwencje psychologiczne, udzielać wsparcia, świadczyć profesjonalną pomoc psychologiczną wobec osób cierpiących z powodu uszkodzenia mózgu, jak też ich rodzin. Neuropsychologowie pracują najczęściej w szpitalach, na oddziałach rehabilitacyjnych, neurologicznych, neurochirurgicznych, jak też w warunkach ambulatoryjnych – w przychodniach, prywatnych gabinetach.

#### Diagnostyka neuropsychologiczna
Pod pojęciem diagnostyki neuropsychologicznej należy rozumieć szczegółową ocenę stanu procesów poznawczych, szybkości ich przebiegu, sprawności psychofizycznej, zdolności intelektualnych, myślenia abstrakcyjnego, osobowości i stanu emocjonalnego badanej osoby. Współcześnie nie jest powiedziane, że do badania neuropsychologicznego kieruje się wyłącznie osoby ze stwierdzonym, czy podejrzewanym uszkodzeniem mózgu. Również i w chorobach natury psychiatrycznej wykonuje się coraz częściej badania neuropsychologiczne, ponieważ także i te choroby wiążą się z zaburzeniami procesów poznawczych. Celem takiej diagnostyki nie jest bynajmniej orzekanie o obecności czy też braku uszkodzenia mózgu, ponieważ taka informacja nie wnosi wiele, jak też jest to zadanie lekarza, który może się w tym celu posłużyć badaniem obrazowym (np. tomografią komputerową). Diagnostyka taka, przeciwnie do badań psychologicznych innego rodzaju, w głównej mierze odpowiada na szczegółowe pytania o stan konkretnych procesów poznawczych. Prawdopodobnie ten zakres działalności neuropsychologów jest najbardziej znanym i stereotypowym aspektem neuropsychologii: w badaniu neuropsychologicznym osoba badana wykonuje wiele różnych „testów” psychometrycznych i manualnych, zaś pełna diagnostyka może zająć wiele godzin intensywnej pracy intelektualnej wymagającej wzmożonej koncentracji uwagi, ewentualnie rozbitej na kilka kojenych sesji badania. W praktyce jednak nie zawsze istnieje potrzeba wykonywania tak dokładnego i żmudnego badania, a wówczas neuropsycholog koncentruje się wyłącznie na wybranych aspektach funkcjonowania badanej osoby. Dlatego niezmiernie ważne jest sformułowanie odpowiedniego zapytania na skierowaniu do takiego badania.
Wyniki badania pozwalają określić jakościowo i ilościowo sprawność „zmierzonych” zdolności umysłowych, pozwalają poznać słabe i mocne strony w zakresie procesów poznawczych badanej osoby. Mogą służyć do dokumentacji aktualnego stanu zdrowia, zaś w porównaniu do wyników uzyskanych w przeszłości pozwalają ocenić postęp choroby i skuteczność stosowanego leczenia. Wykonanie takiego badania, nawet jeżeli u badanej osoby nie ma wielu objawów, jak też wcześniej nie przechodziła takiego badania, ma istotną wartość w tym sensie, że pozwala zgromadzić dane, z jakimi można porównać hipotetyczne wyniki uzyskane w przyszłości. Diagnostyka neuropsychologiczna pokazując, jakie dokładnie obszary procesów poznawczych zostały zaburzone, pozwala zaplanować efektywną rehabilitację, jak również pozwala przewidzieć ewentualne trudności w pracy zawodowej, czy w funkcjonowaniu codziennym badanej osoby. Wyniki badania mogą być przydatne zarówno osobie badanej (choćby z tego względu, że poznając lepiej stan swojego zdrowia może efektywniej planować dalszą swoją przyszłość), jak też jej rehabilitantom, lekarzom i rodzinie, pozwalając na lepsze zrozumienie problemów i sytuacji badanej osoby i jej potrzeb. Warto podkreślić, że w sytuacji zaburzeń procesów poznawczych brak zrozumienia co do istoty trudności danej osoby często może prowadzić do niepotrzebnego stresu, braku zrozumienia przez najbliższe otoczenie, a nawet do obwiniania samej osoby chorej i jej charakteru o to, że coś robi nie tak, jak powinna. W niektórych przypadkach diagnostyka neuropsychologiczna dostarcza bardzo istotnych danych w procesie diagnozy medycznej badanej osoby, pozwalając lekarzom na postawienie właściwego rozpoznania. Zdarzają się też takie choroby, które w większym stopniu zajmują jedne procesy poznawcze, inne pozostawiając niezaburzone. W takich sytuacjach trudno wyobrazić sobie dokładną diagnostykę choroby bez badania neuropsychologicznego. W przypadku niektórych chorób, zaburzenia poznawcze mogą być tak bardzo subtelne, że nie dają żadnych wyraźnych ani jednoznacznych objawów klinicznych, będąc uchwytnymi obiektywnie wyłącznie w badaniu neuropsychologicznym. Opiniodawstwo na podstawie takiego badania ma również znaczenie przy określaniu zdolności do podjęcia pracy zawodowej, zdolności do prowadzenia samochodów i innych środków transportu, w określaniu stopnia inwalidztwa, jest też przydatne dla potrzeb spraw sądowych, ZUS itd.

#### Rehabilitacja neuropsychologiczna
Pod pojęciem rehabilitacji/terapii neuropsychologicznej należy przede wszystkim rozumieć działania mające na celu redukcję objawów zaburzeń procesów poznawczych i emocjonalnych powstałych na skutek uszkodzenia mózgu, odzyskiwanie utraconej sprawności. W tym zakresie terapia neuropsychologiczna jest skoncentrowana szczególnie na zaburzeniach uwagi, percepcji, pamięci, myślenia i rozwiązywania problemów, mówienia i rozumienia mowy, praksji, funkcji wykonawczych itp. Inwalidztwo w zakresie procesów poznawczych jest sprawą poważną i wiąże się z niezwykle dramatycznym pogorszeniem stanu psychicznego (w tym i emocjonalnego) osoby chorej, jej statusu socjalno-ekonomicznego i społecznego. Osoba z nabytymi zaburzeniami poznawczymi zazwyczaj przestaje być zdolna do wykonywania dotychczasowego zawodu, a często zostaje zdyskwalifikowana z jakiejkolwiek aktywności zarobkowej. Dlatego też celem do jakiego dąży terapeuta zaburzeń poznawczych, przynajmniej teoretycznie, jest taka redukcja zaburzeń poznawczych, aby pacjent ponownie był zdolny do podjęcia jakiejś aktywności zarobkowej, jeżeli nie może w pełni odzyskać utraconej sprawności i wrócić do wykonywanego zawodu. Z punktu widzenia finansów publicznych koszt skutecznej rehabilitacji poznawczej jest więc znacznie bardziej opłacalny, niż coroczne wydawanie olbrzymich nakładów na pokrycie świadczeń rentowych (przynajmniej teoretycznie – warto też zauważyć, że rehabilitacja neuropsychologiczna nie jest skuteczna w każdym przypadku i bardzo głębokie zaburzenia nie tylko nie ulegają żadnej poprawie, ale wymagają nieustannego dozoru pielęgniarskiego).
Na skutek zaburzeń poznawczych w wyniku uszkodzenia mózgu, osoba chora nie tylko może utracić zdolność do pracy zarobkowej, czy kontynuowania nauki, może mieć również problemy z prowadzeniem pojazdów, obsługą maszyn, a nawet urządzeń technicznych dostępnych w każdym domu. Prestiż społeczny, kontakty społeczne, a nawet znajomości i przyjaźnie ulegają redukcji. Osoba chora nie tylko może utracić rolę zawodową, ale i role społeczne, jakie pełni. Wykonanie niektórych czynności, jakie dla osób zdrowych wydają się być proste i oczywiste, może okazać się zadaniem trudnym i niekiedy nawet niemożliwym do realizacji. W takich przypadkach osoba chora sama wymaga opieki. Jeżeli zdaje sobie sprawę ze swoich problemów, to nie sposób sobie wyobrazić, jaki ogrom cierpienia może odczuwać. Niekiedy może się jednak zdarzyć i tak, że w wyniku uszkodzenia mózgu obniża się krytycyzm i zdolność do racjonalnego rozumienia sytuacji – na skutek zaburzeń złożonych procesów poznawczych – upośledzeniu może ulec także samokrytycyzm, zdolność do przewidywania konsekwencji własnych działań, zdolność do monitorowania własnej aktywności i hamowania niewłaściwych reakcji, w tym i emocjonalnych. W konsekwencji może zmienić się osobowość w kierunku rozhamowania popędów i dążenia do natychmiastowego zaspokajania potrzeb. Dlatego też celem terapii neuropsychologicznej nie jest wyłącznie usprawnianie zaburzonych funkcji poznawczych, ale też często uzyskanie świadomości zaburzeń. Dzięki odzyskaniu w jakimś chociaż stopniu wglądu we własne zaburzenia, osoba chora może nauczyć się identyfikować objawy we własnym zachowaniu, oraz podejmować działania w celu ich redukcji i przeciwdziałania. Co więcej, wzrasta również motywacja do dalszej rehabilitacji i jej efektywność jeszcze bardziej wzrasta.
Zagadnienie rehabilitacji neuropsychologicznej jest dość skomplikowane, ponieważ obraz zaburzeń osoby chorej jest zależny od wielu czynników. Również od kosztów emocjonalnych doświadczania samej choroby, doświadczania jej konsekwencji oraz reakcji innych ludzi, z jakimi osoba chora wchodzi w interakcje społeczne. Jest zależny od zdolności intelektualnych osoby chorej, osobowości, przyjmowanych poglądów i postaw. Stąd też terapia neuropsychologiczna powinna również uwzględniać taką problematykę. Proces rehabilitacji neuropsychologicznej jest procesem żmudnym i długotrwałym, zazwyczaj również kosztownym i tylko w nielicznych krajach finansowanym w ramach ubezpieczenia zdrowotnego. W Polsce rehabilitacja neuropsychologiczna nie stanowi dobrze rozpoznanego i uwzględnionego w wytycznych i kontraktach NFZ postępowania, może z wyjątkiem zaburzeń mowy i funkcji językowych – działalność w zakresie terapii logopedycznej afazji, dyzartrii itp. może zostać zakontraktowana nawet w gabinetach prywatnych. Wydaje się jednak, że sytuacja ta stopniowo ulega pozytywnym zmianom.

## Klasyczni badacze neuropsychologii
- Anne Lise Christensen
- Arthur Benton
- Paul Broca
- Kurt Goldstein
- Ward Halstead
- Karl Kleist
- Ludwig Lichtheim
- Aleksander Łuria
- Mariusz Maruszewski
- Brenda Milner
- Zenomena Płużek
- Carl Wernicke

### Najważniejsze pozycje książkowe
Istnieje bardzo wiele opracowań dotyczących neuropsychologii, rozumianej zarówno jako dziedzina kliniczna, jak i „akademicka”. Tutaj podane zostaną wybrane pozycje dostępne w języku polskim:
- Walsh K. (1998) Neuropsychologia kliniczna. Warszawa: PWN.
- Walsh K. (2001) Jak rozumieć uszkodzenia mózgu. Warszawa: Instytut Psychiatrii i Neurologii.
- Prigitano G.P. (2009) Rehabilitacja neuropsychologiczna. Warszawa: PWN.
- Springer S.P., Deutsch G. (2004) Lewy mózg, prawy mózg – z perspektywy neurobiologii poznawczej. Warszawa: Prószyński i Sp-ka.
- Pąchalska M. (2008) Rehabilitacja neuropsychologicza. Lublin: Wydawnictwo UMCS
- Pąchalska M., Kaczmarek B.L.J., Kropotov J.D. (2014) Neuropsychologia kliniczna: od teorii do praktyki. Warszawa: Wydawnictwo Naukowe PWN

### Inne pozycje książkowe
- Borkowska A.R., Domańska Ł. (2006) Neuropsychologia kliniczna dziecka. Warszawa: PWN.
- Herzyk A., Borkowska A. (red.) (1999) Neuropsychologia emocji. Lublin: Wydawnictwo UMCS.
- Herzyk A., Daniluk B. (red.) (2002) Jakościowy opis w neuropsychologii klinicznej. Lublin: Wydawnictwo UMCS.
- Herzyk A., Daniluk B., Pąchalska M., MacQueen B.D. (red.) (2003) Neuropsychologiczne konsekwencje urazów głowy. Jakość życia pacjentów. Lublin: Wydawnictwo UMCS.
- Herzyk A., Kądzielawa D. (red.) (1996) Zaburzenia w funkcjonowaniu człowieka z perspektywy neuropsychologii klinicznej. Lublin: Wydawnictwo UMCS.
- Herzyk A., Kądzielawa D. (red.) (1997) Związek mózg-zachowanie w ujęciu neuropsychologii klinicznej. Lublin: Wydawnictwo UMCS.
- Jodzio K. (2008) Neuropsychologia intencjonalnego działania. Koncepcje funkcji wykonawczych. Warszawa: Wydawnictwo Scholar, 2008. ISBN 978-83-7383-293-0.
- Jodzio K. (red.) (2005) Neuronalny świat umysłu. Kraków: Oficyna Wydawnicza „Impuls”.
- Klimkowski M., Herzyk A. (red.) (1994) Neuropsychologia kliniczna. Wybrane zagadnienia. Lublin: Wydawnictwo UMCS.
- Łojek E., Bolewska A. (red.) (2008) Wybrane zagadnienia rehabilitacji neuropsychologicznej. Warszawa: SCHOLAR.
- Łuria A.R. (1976) Podstawy neuropsychologii. Warszawa: PWN.
- Łuria A.R. (1976) Problemy neuropsychologii i neurolingwistyki (wybór prac). Warszawa: PWN.
- Maruszewski M. (1974) Chory z afazją i jego usprawnianie. Warszawa: Nasza Księgarnia.

### Wybrane artykuły z czasopism
- Cicerone K.D., Dahlberg C., Kalmar K. i in. (2000) Evidence-based cognitive rehabilitation: Recommendations for clinical practice. Archives of Physical Medicine and Rehabilitation, 81: 1596–1615.
- Cicerone K.D., Dahlberg C., Malec J.F. i in. (2005) Evidence-based cognitive rehabilitation: Updated review of the literature from 1998 through 2002. Archives of Physical Medicine and Rehabilitation, 86: 1681–1692.
- Parente R., Stapleton M. (1997) History and systems of cognitive rehabilitation. Neurorehabilitation, 8: 3–11.
- Seniów J. (1995) Neuropsychologiczna rehabilitacja pacjentów z zaburzeniami funkcji poznawczych spowodowanymi uszkodzeniem mózgu. Neurologia i Neurochirurgia Polska, 33(5): 1139–1149.